# Romanzo criminale (roman)
Pour les articles homonymes, voir Romanzo criminale (homonymie).
Romanzo criminale, sous-titré dans l'édition française Roman criminel, est un roman écrit par le juge Giancarlo De Cataldo et publié en Italie en 2002 par Einaudi, puis en France par Métailié en 2006. En ont été tirés un film, Romanzo criminale réalisé par Michele Placido, et une série télévisée, Romanzo criminale réalisée par Stefano Sollima. L'auteur donne une suite à ce roman en 2007 avec La Saison des massacres (Nelle mani giuste).
Le roman s'inspire de l'histoire vraie de la banda della Magliana, qui a opéré en Italie à Rome à partir de la fin des années 1970. Il décrit la collusion entre État et crime organisé dans certains trafics dans les années 1970, la lutte entre bandes rivales pour le contrôle du trafic de drogue, de la prostitution et des jeux d'argent dans les différents quartiers de la capitale. Il parcourt de plus, du point de vue de la criminalité organisée, l'histoire des années de plomb de l'Italie, de 1977 à 1992, à partir de l'affaire de l'enlèvement d'Aldo Moro.

## Résumé
Dans la Rome des années 1970, une bande criminelle prend le pouvoir en ville avec une stratégie de type mafieuse. Les forces de l'ordre semblent trop occupées à combattre de le terrorisme pour s'occuper du crime organisé, sans se rendre compte à quel point la ville devient sa proie.
Le Libanais, le Froid, le Dandy et le Sec, accompagnés d'autres personnages, prennent le contrôle d'une délinquance qui auparavant se limitait à la suprématie sur un quartier. La conquête du territoire commence en enlevant des personnes et surtout avec la décision de ne pas se répartir le butin, mais de le réinvestir dans l'achat de drogue. En peu d'opérations bien délimitées, ils réussissent à prendre le contrôle de toute la ville, ne s'arrêtant qu'à Centocelle et au Tuscolano, où les bandes locales réussissent à maintenir leurs positions.
À partir de la drogue, l'organisation capillaire se diversifie aussi dans la prostitution et le jeu, notamment en gérant le Seven Climax, un des lieux les plus branchés de la capitale.

## Distinctions
- 2003 : prix Scerbanenco
- 2006 : prix du polar européen